# Fiktionalitet
Fiktionalitet (eng. fictionality) er et begreb, der betegner en bevidst retorisk egenskab ved visuel, skriftlig og mundtlig kommunikation. Det defineres som "intentionelt signaleret påfund i kommunikation". Afsenderen af en tekst kan signalere, at kommunikationen besidder fiktionalitet, og modtageren kan antage, at teksten indeholder fiktionalitet. Disse to handlinger kaldes fiktionalisering. Når en tekst er fiktionaliseret betyder det, at det fortalte ikke i nogen umiddelbar forstand beskriver virkeligheden, som den foreligger, men derimod beskriver en fiktionaliseret tekst det opfundne, det potentielle, det fremtidige eller overdrevne. Afsenderen af en tekst kan dermed anvende begrebet til at signalere, hvad der er opfundet i en given tekst. Begrebet adskiller sig fra løgnen ved bevidst at signalere det opfundne eller ved ikke at lægge skjul på, at teksten ikke beskriver virkeligheden, som den foreligger. Begrebet har hermed en del tilfælles med ironi, hvor læseren af en tekst eksempelvis kan antage, at teksten betyder det modsatte af, hvad den siger.
Fiktionalitet findes på tværs af forskellige genrer og kategorier indenfor litteratur, kultur, politik, kunst, sport, film og digitale medier. Det begrænser sig dermed ikke kun til fiktive fortællinger så som romaner og noveller, men findes eksempelvis også i politiske taler, kampagner og nyhedssatire. Fiktionalitet er hermed en egenskab ved al kommunikation, hvorimod fiktion er en kategori, hvortil genrer som eksempelvis romaner og noveller knytter sig til. Fiktionalitet kan signaleres semantisk, kontekstuelt eller syntaktisk. Dette gøres ved brug af fiktionalitetsmarkører (eng. signposts of fictionality), som blandt andre professor i tysk sprog og litteratur Dorrit Cohn har undersøgt . Disse markører gør det muligt for afsenderen at synliggøre fiktionaliteten og dermed adskille fiktionalitet fra løgne.
Forståelsen af fiktionalitet som en del af en retorisk egenskab blev præsenteret af Richard Walsh i bogen The Rhetoric of Fictionality (2007), som også findes i en dansk udgave Fiktionalitetens retorik: narrativ teori og ideen med fiktion (2013) oversat af Rolf Reitan. I Danmark er det blandt andet Henrik Skov Nielsen og Simona Zetterberg Gjerlevsen, der har videreført Walsh' idé om fiktionalitet som et kommunikativ-retorisk begreb. I 2012 åbnede Århus Universitet Center for fiktionalitetsstudier, hvor en række forskere undersøger fiktionalitet i reklamer, på facebook, biografier og politiske taler.
Et eksempel på brugen af fiktionalitet er i den danske sitcom TV-serie Klovn, hvor fremstillingen af hovedpersonerne Frank Hvam og Casper Christensen bevidst trækker på de fortællinger, der cirkulerer om dem i den virkelige verden udenfor TV-serien.

## Etymologi
eng. fictionality af latin = “fingere”, hvilket har flere forskellige betydninger 1) at forme 2) at opfinde 3) at foregive noget (oversat til dansk fra).

## Fiktion og fiktionalitet
Fiktion og fiktionalitet er nært beslægtet, men er to forskellige størrelser. I forbindelse med adskillelsen af fiktion og non-fiktion har der blandt narratologer været uenighed omkring adskillelsen af fiktion og fiktionalitet. Narratologerne Dorrit Cohn, Phillipe Lejeune og Hayden White taler for, at fiktionalitetsmarkører angiver, hvorvidt en tekst er fiktion eller non-fiktion. Fiktionalitet har herved været benyttet til at analysere elementer, der markerer fiktion. Dermed er begrebet blevet sidestillet med fiktionsmarkører, hvilket medfører at en analyses formål vil være at adskille fiktion fra non-fiktion og dermed finde markører, der angiver at en given tekst tilhører en bestemt genre, nemlig fiktion.
På den anden side af debatten er James Phelan og Richard Walsh, som står for en mere åben definition af fiktionalitetsmarkører, der også gælder for non-fiktion. Definitionen af fiktionalitet bygger herved på en klar adskillelse af fiktion og fiktionalitet, hvor fiktionalitet opfattes som en egenskab og kvalitet, der gælder for non-fiktion såvel som fiktive tekster og medier. I den sammenhæng er fiktion en genrebetegnelse, der blandt andet dækker over noveller og romaner, mens fiktionalitet er "intentionally signaled, communicated invention" . Elementet af noget opfundet i definitionen bygger på en forestilling om menneskets evne til at "finde på", hvor ordet kommunikation lægger vægt på kommunikationssituationen mellem afsender og modtager. Fiktionaliseringen fungerer som et signal om, at det fortalte ikke umiddelbart beskriver virkeligheden, men derimod det potentielle, det fremtidige, det overdrevne osv. Det afskiller sig her fra den sande talehandling ved ikke at omtale virkeligheden, som den er. Samtidig adskiller den sig fra løgnen ved ikke at skjule, men tværtimod signalere, at virkeligheden ikke omtales, som den er .

## Begrebets historie og relationer
I Oxford Research Encyclopedia fra 2019 har Simona Zetterberg Gjerlevsen og Henrik Skov Nielsen præsenteret en grundlæggende og kort begrebshistorie for begrebet fiktionalitet:

### Fiktionalitet i det 21. århundrede: Fiktionalitet som retorisk strategi
Fiktionalitet har en lang historie indenfor litteraturvidenskab, filosofi og relaterede områder, men idéen om fiktionalitet som retorisk strategi blev først præsenteret af Richard Walsh i bogen The Rhetoric of Fictionality 2007. Det er Walsh, der klarest har argumenteret for skellet mellem fiktion som generisk markør og genre og fiktionalitet som en kvalitet og egenskab, der kan overføres på et bredt spektrum af fortælleformer på tværs af forskellige genrer og medier. Walsh’ arbejde markerede et paradigmeskifte indenfor narrative studier, hvor man bevæger sig væk fra udelukkende at se på fiktion som genre til fiktionalitet som en kommunikativ-retorisk strategi, benyttet på tværs af genre og medier.

### Fiktionalitet efter etableringen af fiktion
Undersøgelser af fiktion, som er blevet brugt til at undersøge fiktionalitetsbegrebet med, tog fart i løbet af 1990'erne ud fra en række forskellige teoretiske tilgange. De forskellige tilgange er kan opdeles i to brede kategorier. Den semantiske og syntaktiske tilgang, hvor fiktionalitets bliver betragtet som en iboende kvalitet i en tekst overfor den pragmatiske tilgang, der hævder, at en teksts fiktionalitet afhænger af forskellige former for kontekstuelle relationer. De forskellige tilgange adresserer spørgsmålet om, hvordan man identificerer fiktionalitet i eksempelvis romaner. Dorrit Cohns teori omhandler den semantiske tilgang, der argumenterer for, at visse semantiske træk ved en tekst, såsom sondringen mellem forfatter og fortæller til fiktion er eksklusivt for fiktion. Pragmatiske tilgange, såsom John Searles, ser en teksts fiktive status i dens kontekst og argumenterer for, at ingen tekstlige træk kan definere en teksts fiktive status.

### Fiktionalitet under etableringen af fiktion
Under etableringen af romanen som genre i det 18. århundrede ændrede diskussionen om fiktionalitet sig. Mens der før 1700-tallet kun var et par forsøg på at forklare fiktionalitet med fremkomsten af romanen, optrådte et stort antal romanforfattere i debatter om egenskaber, funktioner og moralske effekter af fiktiv diskurs. Etableringen af romanen indledte en ny æra i fiktionalitetens historie, hvilket bidrog til den generelle antagelse, at romanen i sig selv er en fiktiv genre .

### Fiktionalitet før etableringen af fiktion
Det tidligste eksempel på fiktionalitet findes i Platons værk Staten, hvor han skelner mellem to former for fortællinger. Den ene, hvor digteren fortæller med sin egen stemme og en anden, hvor digteren mimer (se mimesis) en karakters stemme. Aristoteles videreførte Platons skelnen mellem de to slags fortællinger og beskriver i bogen Poetikken, hvad der opfattes som den første teori om fiktionalitet. Heri erklærer han poesien som adskilt og overordnet historien, fordi poesien formidler universelle anliggender, hvorimod historien formidler specifikke anliggender. Aristoteles forståelse af poesien som noget særegent er af flere litterære videnskabsfolk blevet opfattet som en et bevis på fiktionalitets vidtrækkende tradition og fordele som begreb. I nyere tid er det første forsøg på at beskrive fiktionalitet som en kvalitet i en tekst fremført af Sir Philip Sidney. Sidney anvender ikke termerne fiktion eller fiktionalitet, men som Aristoteles anskuer han også poesien som hverken sandheder eller løgne.

### Fiktionalitets relation til andre beslægtede begreber
Fiktionalitetsbegrebet er beslægtet med andre betegnelser og begreber indenfor litteraturvidenskab eksempelvis autofiktion og dobbeltkontrakten.

## Eksempler på fiktionalitet i litteraturen
Fiktionalitet benyttes på tværs af litteraturhistoriske perioder og genrer. Det findes i store danske forfatterskaber som Steen Steensen Blicher, Søren Kierkegaard, Karen Blixen, Martin A. Hansen og Tom Kristensen og i nyere autofiktive værker som eksempelvis Den som blinker er bange for døden (2006) af Knud Romer og i Karl Ove Knausgårds romanserie Min Kamp 1-6 (2009-2011). Herudover har fiktionalitetsbegrebet vist sig anvendeligt som analyseværktøj af forskellige litteraturhistoriske perioder og genrer heriblandt folkeviser, Ludvig Holbergs komedier, H.C. Andersens eventyr og Klaus Rifbjergs konfrontationsmodernistiske digtsamlinger.

### Karl Ove Knausgårds bøgerMin kamp1-6 (2009–2011)
Romanserien på mere end 3600 sider fordelt over seks bind, har været genstand for diskussioner omkring, hvor meget man kan tillade sig at anvende fiktionalitet, når der samtidig inddrages virkelige personer. To år efter udgivelsen var der stadig ikke enighed om, hvad for et værk der var tale om. Værket har været diskuteret både som roman og som en egentlig selvbiografi, men uden at det har ført til enighed. Forlaget som udgav den amerikanske version af Min Kamp oversat til My Struggle valgte endda at udgive serien uden nogen genrebetegnelse. Yderligere blev serien i Storbritannien nomineret til en af årets bedste bøger i Financial Times under kategorien non-fiction til trods for, at den britiske version havde genrebetegnelsen roman .
Romanserien omhandler Knausgårds liv og kamp for at undgå at blive alkoholiker (som sin far) og for at blive forfatter. Den indeholder samtaler, dagbogslignende passager, essaylignende tekster, erindringer om barndom og ungdom samt poetiske skildringer.
På bagsiden af seriens første bind angives bogen som en selvbiografisk roman, mens den andre steder er blevet omtalt som værende autofiktion. Forfatteren, fortælleren og hovedpersonen i romanen er Karl Ove Knausgård, hvilket fremgår i seriens første bog på side 31, hvor han præsenterer sig selv:
"I dag er det den 27. februar 2008. Klokken er 23:43. Jeg der skriver, Karl Ove Knausgård, blev født i december 1968, og er altså i skrivende stund 39 år gammel. Jeg har tre børn, Vanja, Heidi og John, og er gift med Linda Boström Knausgård. De ligger alle fire og sover i værelserne omkring mig i en lejlighed i Malmø hvor vi har boet i halvandet år".
Ovenstående vil normalvis være forbundet med en selvbiografi, men på bogens bagside er den omtalt som en roman. Det giver dermed ikke mening, at omtale romanserien som enten ikke-fiktion eller fiktion. Den indeholder både deskriptive passager med referencer til virkelige steder og personer, men samtidig rummer den også invitationer til at opfatte det skrevne som fiktionalisering. Det gælder eksempelvis da Knausgård i Min kamp 1 møder sin døde far to gange, hvoraf det andet møde med faren afslutter seriens første bog og fungerer som en dramaturgisk intensivering og dermed fiktionalisering af den selvbiografiske fortælling.
"Far er død. For første gang siden Yngve havde ringet, så jeg ham for mig. Ikke som han havde været de sidste år, men den han havde været da jeg voksede op, da vi om vinteren tog med ham ud til det åbne hav uden for Tromøya for at fiske, da vinden hylede om ørerne på os og skumsprøjtet stod i luften fra de enorme, grå dønninger der blev kunst mod fjeldet under os, og han stod med fiskestangen i hånden og halede i land mens han lo til os. Tykt sort hår, sort skæg, det lidt usynlige ansigt dækket af små vanddråber. Blåt olietøj, grønne gummistøvler."(s. 264-265).
Som modtager ved vi ikke, om Knausgård rent faktisk har mødt sin far efter hans død, men det er heller ikke det afgørende i en analyse som er centreret omkring anvendelsen af fiktionalitet. Derimod kan det være interessant at undersøge, hvorfor Knausgård beskriver disse møder med sin døde far, og hvilken effekt det har på vores læsning af teksten. I et interview til et bogprogram på NRK indrømmer Knausgård selv, at mødet med sin døde far er fiktivt og en del af en dramaturgisk intensivering. Mødet med den døde far er altså et påfund, som Knausgård bevidst gør brug af for at dramatisere den ellers på mange måder selvbiografiske fortælling.
Et andet gennemgående tegn på fiktionalitet i romanserien er de mange detaljerede gengivelser af samtaler fra Knausgårds barndom og ungdom, hvor man som læser kan stille spørgsmålstegn ved, Knausgårds evne til at huske samtalerne fuldstændig præcist, som de er gengivet, eller om de bærer præg af hans forestillinger om samtalerne og dermed til dels er opfundet. Disse passager med detaljerede samtaler kan læses som fiktionalisering af den selvbiografiske fortælling, hvor navne på virkelige personer og steder indgår.
Ud fra en forståelse af fiktionalitet som en retoriske egenskab, er et værk som Min Kamp blevet omtalt som fiktionaliseret ikke-fiktion, da virkelige selvbiografiske forhold i flere passager i værket udsættes for forskellige fiktionaliseringsstrategier. Andre steder er værket behandlet ud fra begrebet dobbeltkontrakten og autonarration.

### Steen Steensen Blichersnovelle "Præsten i Vejlby" (1829)
Blicher benyttede sig af den sande historie om præsten Søren Quist, der blev dømt for et mord og henrettet, til trods for at han aldrig blev fundet skyldig. Blicher fiktionaliserede den historiske person Søren Quists historie og derved fik han skabt en novelle, der sagde noget almengyldigt om mennesker og verden.

## Eksempler på fiktionalitet i TV-programmer, dokumentarer og radioprogrammer
- Radioprogrammet Den Korte Radioavis
- Dokumentarserien Danes for Bush (2004)
- Dokumentaren Ambassadøren (2011)
- TV-serien Klovn (2005-) og Klovn filmene (2010-) benytter fiktionalisering til at skabe en tvetydighed omkring hovedpersonerne Frank Hvam og Casper Christensen samt de øvrige karakterer, hvor man som modtager hele tiden er i tvivl om seriens og filmens fortællinger overfor den viden, vi som modtagere har fra forskellige medieplatforme udenfor Klovn universet.
- Romantrilogien The Hunger Games skrevet af Suzanne Collins som senere er blevet filmatiseret er generisk fiktion, men gør brug af fiktionalisering som et middel til at påvirke læsere og seeren forståelse af den faktiske virkelighed[11]

## Ti teser omfiktionalitetArkiveret24. september 2020 hosWayback Machine[4]
De ti teser om fiktionalitet kan anvendes i analyser af enhver kommunikationsform. Det kan eksempelvis være i analysen af et fiktivt værk, en podcast eller en politisk tale. Her kan teserne anvendes til at finde passager, der rummer fiktionalitet. James Phelan, Richard Walsh og Henrik Skov Nielsen har sammen udarbejdet de ti teser om fiktionalitet, der beskriver begrebets egenskaber (her oversat til dansk fra bogen Fiktionalitet , 2013).
1. Fiktionalitet er en basal human evne til imagination, der eksisterer før og hinsides generisk fiktion. Med dette menes en kvalitet, som afsenderen kan vælge at signalere eller undlade at signalere, at en fortælling besidder. Den er manifesteret i fiktionsgenren, men ikke kun her.
2. Fiktionalitet er resultatet af en autorial intention. Dette betyder, at enhver tekst er et resultat af de valg, som afsenderen har taget i forbindelse med at skrive teksten.
3. Fiktionalisering er en bestemt måde at kommunikere på (set fra afsenderens side). Afsenderen kan bevidst "fiktionalisere" enten paratekstuelt eller retorisk.
4. Fiktionalisering er en interpretativ antagelse om et stykke kommunikation (set fra modtagerens side). Modtageren kan antage, at en en tekst er fiktionaliseret.
5. Der findes ikke noget særtræk, som er distinktivt for fiktion. Der er ikke en bestemt teknik, fortælleform eller måde at tale på som alene tilhører fiktion.
6. Fiktionalisering i form af signaleringen/antagelsen af en fiktionaliserende intention indebærer en attitude og et forhold til det kommunikerede, som er anderledes end forholdet til ikke-fiktionaliserede fortællinger.
7. Fiktionalisering som en retorisk måde at tale på er et middel til et mål uanset om det anvendes lokalt (i form af fx en overdrivelse eller en lignelse) eller globalt (fx ved at genrebetegne noget fx "roman").
8. Fiktion og fiktionaliseret sprog er en særlig form for normal kommunikation
9. Fiktion er et faktum. Fiktionalitet er en realitet.
10. Fiktionalitet kan opfattes som et paraplybegreb, der rummer så forskellige og distinktive diskursformer som kontrafaktisk historieskrivning, tankeeksperiment og det hypotetiske.